# Henry FewSmith
Henry FewSmith (* 1821 in Philadelphia, Pennsylvania; † 22. Oktober 1846 ebenda) war ein US-amerikanischer Porträt-, Akt- und Figurenmaler.

## Leben
FewSmith, Sohn des Kornhändlers Joseph FewSmith senior († 1860), studierte Malerei bei John Neagle an der Pennsylvania Academy of the Fine Arts in Philadelphia. Dem dortigen Studienfreund Emanuel Leutze, der 1841 nach Düsseldorf gereist war, um sich an der Königlich Preußischen Kunstakademie weiterzuentwickeln, folgte er 1842 an den Rhein. 1843 schuf Leutze ein Porträt seines Freundes FewSmith, mit dem er in Düsseldorf ein Zimmer teilte. FewSmith nahm Privatunterricht bei dem Historien- und Porträtmaler Karl Ferdinand Sohn. In Düsseldorf blieb er bis etwa 1845. Außerdem bereiste er weitere europäische Kunstzentren: München, Paris und Rom. Im Herbst 1846, kurz nach seiner Rückkehr aus Europa, verstarb FewSmith in seinem Atelier in Philadelphia.